# (1737) Severny
(1737) Severny – planetoida z pasa głównego asteroid okrążająca Słońce w ciągu 5 lat i 84 dni w średniej odległości 3,01 au. Została odkryta 13 października 1966 roku w Krymskim Obserwatorium Astrofizycznym w Naucznym na Półwyspie Krymskim przez Ludmiłę Czernych. Nazwa planetoidy pochodzi od Andrieja Borisowicza Siewiernego, rosyjskiego astronoma, dyrektora Krymskiego Obserwatorium Astrofizycznego. Przed nadaniem nazwy planetoida nosiła oznaczenie tymczasowe (1737) 1966 TJ.